# Mýtna
Mýtna (in ungherese Vámosfalva) è un comune della Slovacchia facente parte del distretto di Lučenec, nella regione di Banská Bystrica.